# Stevenage FC
A Stevenage Football Club (2010-ig: Stevenage Borough Football Club) angol labdarúgócsapat, melyet 1976-ban alapítottak és székhelye Stevenage városában, Hertfordshire megyében található. Jelenleg a Football League Two-ban, az angol labdarúgás negyedik legmagasabb osztályában szerepel. Hazai mérkőzéseit a 6722 férőhelyes Broadhall Wayen játssza.
A csapatot a város 1976-ban csődbe ment klubja, a Stevenage Athletic jogutódjaként alapították. 1980-ban belépett a United Counties League másodosztályába, melyet első szezonjában meg is nyert, a United Countied League Cuppal együtt. Az 1990-es évek elején remek formában volt a klub, négy év alatt három osztály lépett feljebb, így 1994-ben már a Conference Nationalben, azaz az ötödosztályban szerepelt. Bár az 1995/96-os szezonban itt is bajnok lett a Stevenage, nem juthatott fel, mivel stadionja nem felelt meg a The Football League szabályainak. A 2009/10-es idényben ismét bajnok lett a klub és ezúttal a feljutást sem akadályozta meg semmi. Ezt követően került ki a csapat nevéből a "Borough" utótag. Rögtön első The Football League-ben töltött szezonjában feljutást ünnepelhetett, miután a League Two rájátszásának a döntőjében 1-0-ra verte a Torquay Unitedet az Old Traffordon.
A Stevenage a kupasorozatokban is sikeresnek mondhatja magát. 2007-ben 3-2-re verte a Kidderminster Harrierst az FA Trophy döntőjében, ezzel az első csapat lett, mely döntőt nyert az új Wembleyben. A találkozóra 53 262 néző látogatott ki. A csapat 2009-ben ismét elhódította a trófeát, a York City 2-0-s legyőzésével.

## Klubtörténet
A csapatot 1976-ban alapították, miután Stevenage korábbi csapata, a Stevenage Athletic csődbe ment. Az újjáalakított csapat 1976 novemberében, a Hitchin Town ificsapata ellen mutatkozott volna be, a Broadhall Wayen. Egy helyi üzletember azonban ekkorra felvásárolta a földterületet, melyen a stadion állt és a pálya teljes hosszában egy széles árkot ásatott, hogy ne lehessen labdarúgó-mérkőzést rendezni rajta. A csapat ezután egy ifibajnoksághoz csatlakozott és a hazai mérkőzéseket a város egyik játszóterén játszotta. Nem sokkal később a Wallspan Southern Combinationben folytatta a szereplését. 1980-ban visszaszerezte a Broadhall Way stadion és a hozzá tartozó létesítmények bérleti jogát Stevenage önkormányzatától, így megkaphatta a "hivatalos klub" státuszt. Ezzel együtt engedélyt kapott rá az önkormányzattól, hogy nevébe vegye a "Borough" szót és felhasználja a város címerét logójában. Ugyanebben az évben a csapat csatlakozott a United Counties League másodosztályához. Itt játszotta első hivatalos mérkőzését, 1980. augusztus 16-án, az ON Cheneks ellen, 421 néző előtt. A meccset a Boro nyerte 3-1-re. A klub rögtön első szezonjában bajnok lett, több mint száz gólt szerezve, ráadásul a United Counties League Cupot is megnyerte.
Miután három szezont eltöltött a United Counties League élvonalában, mely az angol labdarúgás kilencedosztályának felel meg, a csapat 1984-ben belépett az Isthmian League akkor még létező harmadosztályának északi csoportjába. Első szezonjában bajnok lett, így feljutott az Isthmian Division One North-ba (hetedosztály). Két évvel később kiesett és visszakerült a Division Two északi csoportjába, miután az utolsó előtti helyen végzett. Két negyedik helyet követően a klub az 1990/91-es szezonban, Paul Fairclough irányítása alatt bajnok lett. Az idény során az összes hazai mérkőzését megnyerte. Összesen 34-et nyert meg 42 bajnoki találkozójából, 107 pontot gyűjtve és 122 gólt szerezve. A következő szezonban ismét bajnok lett, végig megőrizve veretlenségét hazai meccsei során, így feljutott az Isthmian Premier Division-ba, az akkori hatodosztályba. Itt megszakadt a csapat hazai veretlenségi sorozata, egy Dulwich Hamlet elleni mérkőzésen. A sorozat 44 meccsen keresztül tartott, melyből 42-t megnyert a Stevenage. A Boro ennek ellenére ismét bajnok lett és felkerült a Conference Nationalbe, azaz az ötödosztályba. Az 1995/96-os idényben itt is az első helyen végzett, de nem léphetett feljebb a The Football League-be, mivel stadionja nem felelt meg az elvárásoknak. Ennek a Torquay United örülhetett a legjobban, mely a negyedosztály utolsó helyén végzett. Ugyanebben a szezonban a Stevenage története során először eljutott az FA Kupa első köréig, ahol végül 2-1-re kikapott a Hereford Unitedtől az Edgar Streeten.
Az 1996/97-es szezonban a Stevenage az FA Kupa harmadik fordulójáig jutott, miután a második körben 2-1-re verte a Leyton Orientet. Ezután a Birmingham Cityvel sorsolták össze a csapatot. A Broadhall Wayen rendezett mérkőzés döntetlenre végződött, de az újrajátszott találkozót 2-0-ra a birminghamiek nyerték. Egy évvel később még tovább jutott a klub, egészen a negyedik fordulóig, ahol az élvonalbeli Newcastle United volt az ellenfél. A Newcastle-szurkolók számára egy ideiglenes lelátót is fel kellett állítani a Broadhall Wayen, mellyel ideiglenesen 9000 főre nőtt a stadion befogadóképessége. Alan Shearer góljával a fekete-fehérek kerültek előnybe, de Giuliano Grazioni kiegyenlített, így 1-1-gyel zárult a meccs. A St James’ Parkban is megállta a helyét a Stevenage, bár végül 2-1-re kikapott. Alan Shearer győztes találatánál ráadásul nem is volt egyértelmű, hogy a labda áthaladt-e a gólvonalon. Bár az egymást követő két jó kupaszereplésből sok jegybevétele származott a csapatnak, olyan hírek láttak napvilágot, melyek szerint a klub nehéz anyagi helyzetben van és Victor Green elnök be fogja záratni, ha nem talál vevőt. Néhány hét bizonytalanság után Phil Wallace felvásárolta a csapatot és azt a célt tűzte ki maga elé, hogy rendezze annak anyagi helyzetét és újra jó kapcsolatot alakítson ki Stevenage önkormányzatával.
A 2000/01-es idényben a klub története során először bejutott az FA Trophy döntőjébe, de 2-0-ra kikapott a Yeovil Towntól a Villa Parkban. A következő szezont nagyon gyengén kezdte a csapat és 2002 januárjában az ötödosztály utolsó helyén állt, hét ponttal lemaradva a bennmaradást érő 19. helytől. Graham Westley menedzser kinevezése után megfordult a Boro szerencséje, tizenkét hátralévő bajnokijából nyolcat megnyert és a 12. helyen végzett. A 2002/03-as évadban már jobban teljesített és a 8. helyet szerezte meg, egy szezonnal később pedig már a rájátszásban való részvételt is sikerült kiharcolnia 5. helyével. Miután az elődöntőben kiejtette a második helyezett Hereford Unitedet, a Britannia Stadionban rendezett döntőben 1-0-ra kikapott a Carlisle Unitedtől. A 2005/06-os szezonban a hatodik helyen zárt a csapat, amivel lemaradt a rájátszásról. Ezután a vezetőség nem hosszabbította meg Graham Westley szerződését, aki így három és fél év után távozott Broadhall Wayről. Helyére a korábban a Grays Athleticet irányító Mark Stimson érkezett. Első szezonjában csak a csalódást keltő nyolcadik helyet sikerült megszereznie. de bejuttatta a csapatot az FA Trophy döntőjébe. A Boro kétgólos hátrányból felállva 3-2-re nyert a Kidderminster Harriers ellen, ezzel első csapatként döntőt nyerve az új Wembleyben.
A kupagyőztes csapat nagy részét sikerült együtt tartani, aminek köszönhetően a Stevenage jól kezdte a 2007/08-as szezont. Többek között egy nyolcmeccses, kapott gól nélküli sorozatot is produkált, amivel klubrekordot döntött. Stimsonnal 2007 októberében szeretett volna hosszabbítani a klub, de ő nemet mondott és a The Football League-ben szereplő Gillinghamhez szerződött. A következő hónapban Peter Taylor érkezett a helyére, aki azonban a szezon végén le is mondott, miután nem sikerült rájátszást érő helyre vezetnie a csapatot. Ekkor ismét Graham Wesltey ült le a kispadra. Irányítása alatt nem indult jól a 2008/09-es idény, de a 2008 decembere és 2009 márciusa közötti 27 meccses veretlenségi sorozatának köszönhetően végül kvalifikálta magát a rájátszásra a Boro. Ott azonban már az elődöntőben elbukott, 4-3-as összesítéssel a Cambridge United ellen. A kupasorozatokban sikeresebb volt a klub, előbb a Herts Senior Cup döntőjében verte 2-1-re a Cheshuntot, majd az FA Trophy fináléjában győzte le a York Cityt 2-0-ra.

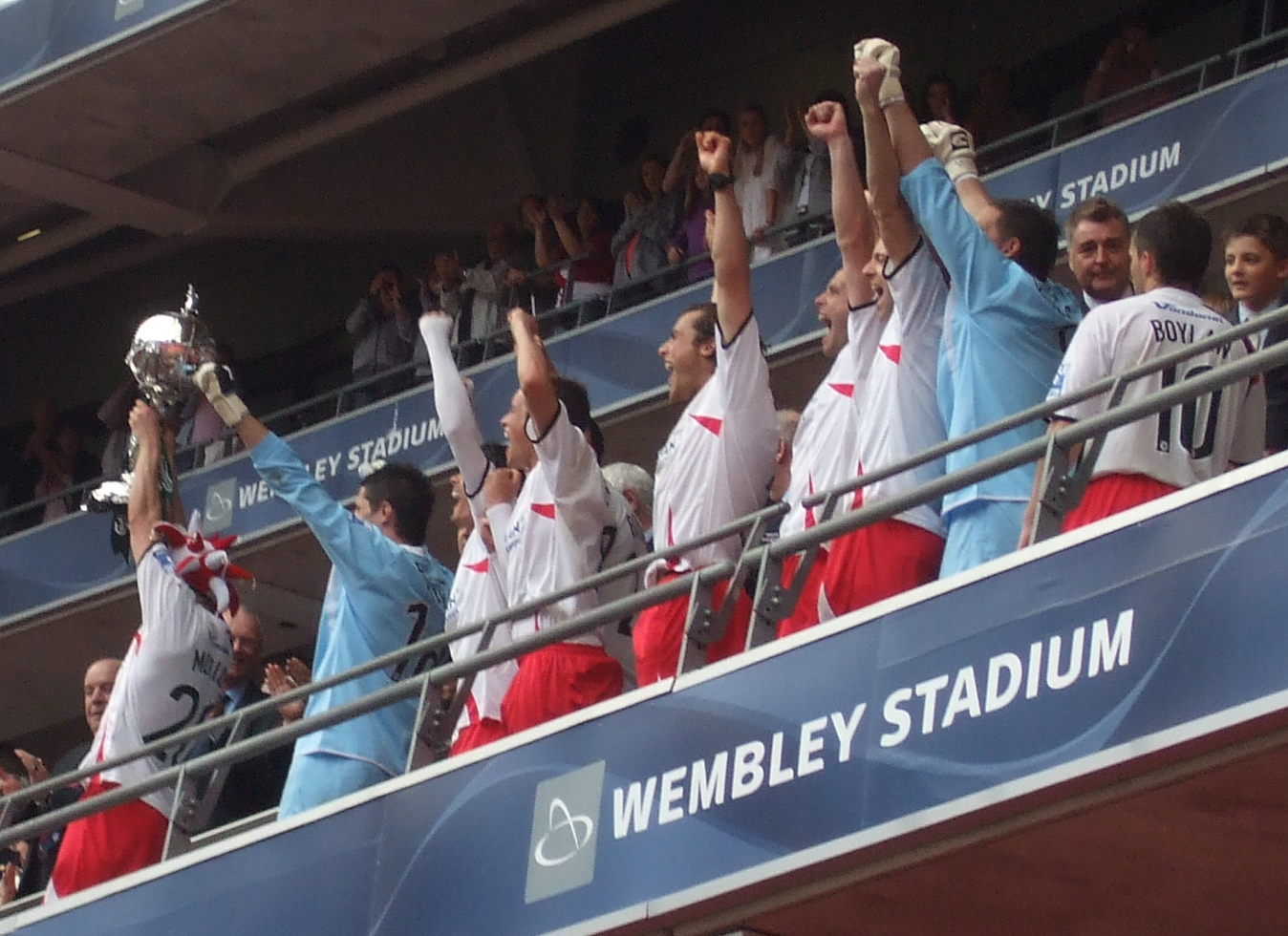
A Boro játékosai ünneplik FA Trophy-győzelmüket 2009-ben

A nyári átigazolási időszakban sikerült megtartani a legfontosabb játékosokat és 2010 januárjában a Conference National első helyén állt a Stevenage. A jó teljesítmény ezután is megmaradt, februárban és márciusban nyolc bajnokit nyert meg a csapat és egy Kidderminster Harriers elleni 2-0-s sikerrel két meccsel a szezon vége előtt bebiztosította bajnoki címét és a feljutást. A klub története során először készülhetett a The Football League-ben való szereplésre. Az FA Trophyt is megnyerhette volna ismét, de a döntőben ezúttal hosszabbíts után 2-1-re kikapott a Barrow-tól, miután több mint 70 percig emberhátrányban játszott. Nem sokkal az idény vége előtt Phil Wallace elnök közölte, hogy a The Football League-ben való szereplést már Stevenage Football Club néven fogja megkezdeni a csapat, elhagyva a "Borough" utótagot.
A Stevenage 2010 augusztusában játszotta le első meccsét a The Football League-ben, a Macclesfield Town ellen, mely 2-2-vel ért véget. 2010 decembere és 2011 januárja között hat meccsből négyet elvesztett a csapat, így a 18. helyen találta magát, mindössze négy ponttal a kiesőzóna fölött. Ezután viszont összeszedte magát és februárban, valamint márciusban tizenegyből kilenc meccsét megnyerte, egyre feljebb verekedve magát a rájátszást érő helyek felé. Végül a hatodik helyet szerezte meg, aminek köszönhetően elindulhatott a rájátszásban. Az elődöntőben a negyedik helyezett Accrington Stanleyt könnyedén, 3-0-s összesítéssel sikerült kiejtenie, így továbbjutott az Old Traffordon, 2011. május 28-án rendezett döntőbe. Ott 1-0-ra verte a Torquay Unitedet, így első, The Football League-ben töltött szezonjában rögtön feljutást ünnepelhetett, a League Two-ból a League One-ba. Az FA Kupában megismételte addigi legjobb teljesítményét a klub és a negyedik körig jutott, ahol a Readingtől kapott ki, 2-1-re. Egy fordulóval korábban a Premier League-ben szereplő Newcastle United volt az ellenfél, csakúgy, mint az 1997/98-as szezonban. A Stevenage meglepetésre 3-1-re győzött, ez volt az első alkalom, hogy élvonalbeli ellenfél ellen tudott diadalmaskodni.
Sokan úgy vélték, hogy a két gyors feljutás jelentette minőségi változás már túl sok lesz a klub számára, a Stevenage mégis biztatóan kezdte a 2011/12-es szezont és több feljutásra esélyes csapatot is legyőzött. A csapatnak volt egy 14 meccses, három hónapos veretlenségi sorozata is, melynek köszönhetően a rájátszást érő helyek közelében tanyázott. 2012 januárjában Graham Westley ajánlatot kapott a szintén a League One-ban szereplő Preston North Endtől, melyet el is fogadott. A Boro kispadjára a korábban a Colorado Rapidsot irányító Gary Smith ült le. A csapat utolsó öt meccséből négyet megnyert, ezzel megszerezve a hatodik, rájátszást érő helyet. Nem sikerült azonban az a bravúr, hogy a harmadosztályból is rögtön feljusson a klub, az elődöntőben ugyanis összesítésben 1-0-s vereséget szenvedett a Sheffield Unitedtől. Az FA Kupában minden addiginál tovább, az ötödik fordulóig jutott a gárda, ahol a Premier League-ben szereplő Tottenham Hotspurrel került össze. A Broadhall Wayen 0-0-ra végzett a két csapat, így újrajátszásra került sor, melyet a Spurs 3-1-re megnyert a White Hart Lane-en.
A 2012/13-as szezon előtt komoly változások történtek a keretben. Nyolc játékossal szerződést bontott a csapat, köztük Ronnie Henryvel is, aki hét éve szolgálta a klubot. Rajtuk kívül voltak olyan játékosok, akik nem fogadták el a Stevenage szerződéshosszabbítási ajánlatát és más csapatot kerestek maguknak. Közéjük tartozott Chris Beardsley, Joel Byrom, Scott Laird és John Mousinho is. Érdekesség, hogy mind a négyen a Westley irányította Prestonhoz igazoltak. Ezen kívül még három fontos játékos, Michael Bostwick, Lawrie Wilson és Craig Reid távozott, miután jó ajánlat érkezett irántuk. Helyükre új játékosokat szerződtetett a klub. A keret alapos felforgatása ellenére a csapat egy tizenegy meccsen át tartó veretlenségi sorozattal kezdte a szezont, ezek közül a meccsek közül hatot meg is nyert. Miután 2012 októberében 2-1-re verte a Prtsmouth-t, a Stevenage a második helyen találta magát, mindössze egy ponttal lemaradva az első helyről. Ezt követően azonban mélyrepülésbe kezdett és hátralévő 25 bajnokijából mindössze ötöt sikerült megnyernie. A rossz teljesítmény miatt Gary Smith menedzsernek 2013. március 20-án távoznia kellett, helyét ideiglenesen Mark Roberts vette át. Március 30-án Graham Westley visszatért a Broadhall Wayre. A csapat végül egy Brentford és egy Sheffield United elleni győzelemmel bebiztosította bennmaradását és a 18. helyen végzett.

## Stadion

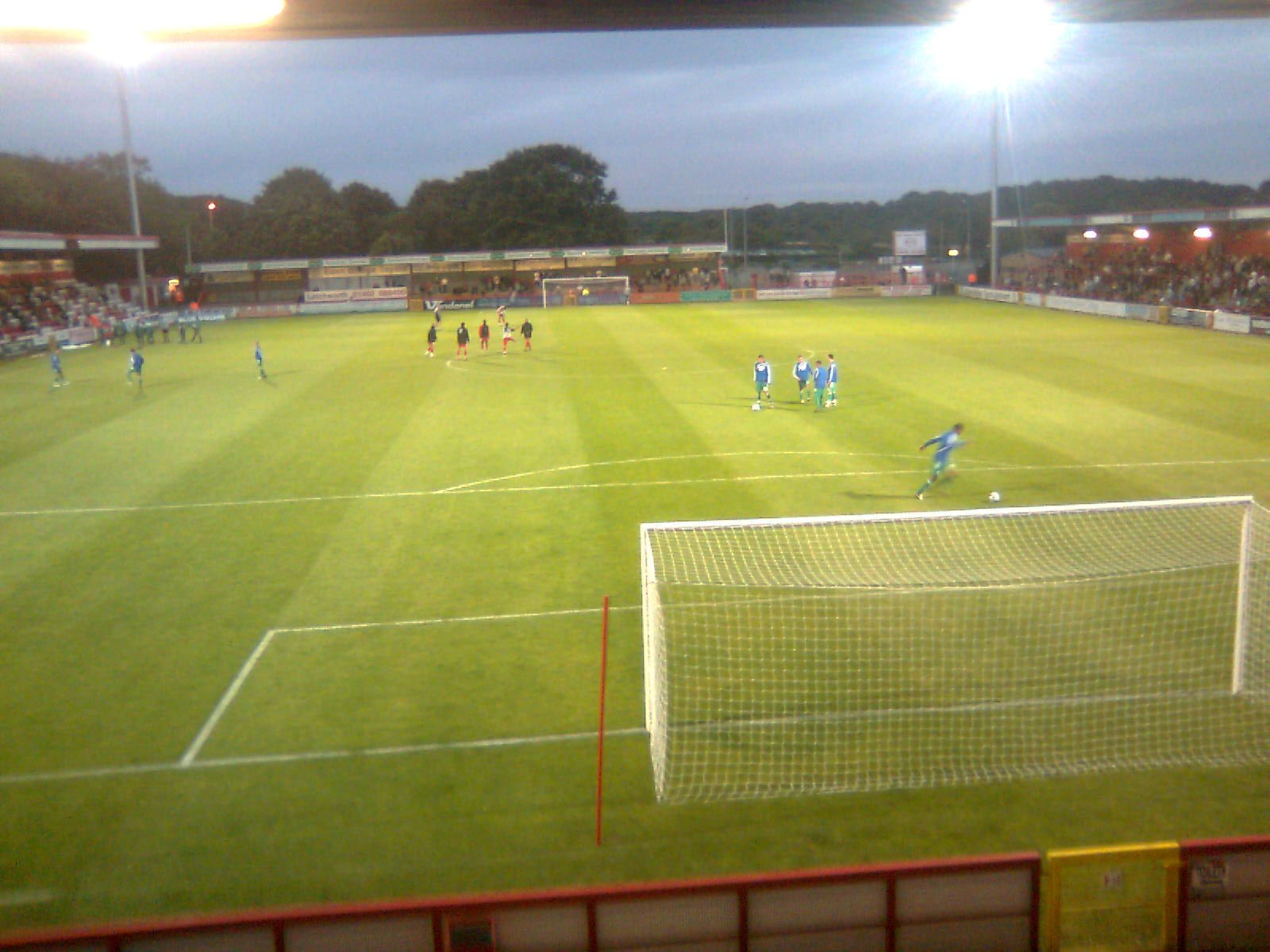
A Broadhall Way a South Standről nézve

A csapat a Broadhall Wayen játssza hazai mérkőzéseit, csakúgy, mint Stevenage városának két korábbi csapata, a Stevenage Town és a Stevenage Athletic. Utóbbi csapat megszűnése után a pálya három évig használaton kívül volt. A Stevenage Borough 1980-ban költözhetett be ide, miután az önkormányzat visszavásárolta a földterületet, melyen a stadion állt és bérbe adta azt a csapatnak.
Az 1995/96-os idényben a Boro bajnok lett az ötödosztályban, mégsem léphetett egy osztállyal feljebb, mert a Broadhall Way befogadóképessége és felszereltsége nem felelt meg a The Football League elvárásainak. A 2000-es évek elején 600 ezer fontért felújították és egy új lelátót is építettek hozzá, így 7100 fő befogadására lett alkalmas. Miután a csapat feljutott a The Football League-be, a biztonsági előírások miatt kissé át kellett alakítani a lelátókat, így a befogadóképesség 6722 főre csökkent. A stadionban ülő és állóhelyek egyaránt találhatóak, körülbelül fele-fele arányban. 2009 januárjában a klub bejelentette, hogy hét számjegyű szponzori szerződést kötött a Lamex Food Grouppal, melynek keretein belül a stadion hivatalos neve Broadhall Wayről The Lamex Stadionra változott.
A pályához négy lelátó tartozik: az East Terrace, a North Terrace, a Main Stand és a South Stand. A Main Stand, azaz a főlelátó a pálya hosszanti oldalán húzódik, kizárólag ülőhelyek találhatóak rajta és fedett helyeket biztosít a szurkolók számára. A lelátó belsejében utcára néző, üvegablakos irodahelyiségek helyezkednek el. A Main Stand mellett található a klub ajándékboltja, szemben a stadion parkolójával. A Main Standdel szemben található az East Terrace, mely egy fedett állóhelyes lelátó a hazai szurkolók számára. A felezővonallal egy vonalban a tetőn van egy háromszög alakú kiszögellés, melyen egy óra található. Az East Terrace tetején emellett van egy televíziós stáb számára kialakított állvány is.
A North Terrace a pálya északi oldalán, a kapu mögött helyezkedik el és mindössze hét lépcsőfokból áll. Háromnegyede fedett, a maradék egynegyed fölött azonban nincs tető. Ez a lelátó 700 néző befogadására alkalmas és mozgássérültek számára is kínál férőhelyeket. 2013 januárjában szóba került, hogy a klub hamarosan tervet készíttet a North Stand 1700 fősre bővítésére, mely körülbelül 1,2 millió fontba kerülne. A North Standdel szemben található a South Stand, melyen kizárólag ülőhelyek találhatóak és teljesen fedett. Ez a lelátó 2001-ben, 600 ezer fontból épült és 1400 vendégszurkoló befogadására alkalmas. A lelátó fölött, a tetőbe építve található egy elektromos eredményjelző tábla, melyet 2011 októberében cseréltek újra. A South Stand mögött helyezkedik el a szurkolói klubház. A 2007/08-as szezon kezdete előtt az egész stadionban lecserélésre kerültek a reflektorok.
A csapat 2002 őszén nyitotta meg 5 millió fontért felépített edzőközpontját a közeli Shephalbury Parkban. 2011 júniusában a klub bejelentette, hogy megvásárolt egy korábban sportolásra használt területet Stevenage Bragbury End kerületében, ahol új edzőközpontot kíván építeni. A csapat a 2012/13-as szezon vége felé vehette birtokba az új létesítményt.

## Játékosok

### Jelenlegi keret
2013. május 5. szerint
| #  |            | Poszt | Név                |
| -- | ---------- | ----- | ------------------ |
| 1  | Anglia     | K     | Steve Arnold       |
| 2  | Skócia     | V     | David Gray         |
| 3  | Anglia     | V     | Lee Hills          |
| 4  | Anglia     | V     | Darius Charles     |
| 5  | Anglia     | V     | Jon Ashton         |
| 6  | Anglia     | KP    | Greg Tansey        |
| 7  | Anglia     | KP    | Anthony Grant      |
| 8  | Anglia     | KP    | James Dunne        |
| 9  | Kanada     | CS    | Marcus Haber       |
| 10 | Portugália | KP    | Filipe Morais      |
| 11 | Anglia     | CS    | Lucas Akins        |
| 12 | Ciprus     | V     | Anthony Furlonge   |
| 14 | Anglia     | V     | Mark Roberts (csk) |

| #  |                | Poszt | Név              |
| -- | -------------- | ----- | ---------------- |
| 15 | Anglia         | KP    | Luke Freeman     |
| 16 | Anglia         | K     | Chris Day        |
| 17 | Észak-Írország | KP    | Matt Ball        |
| 21 | Anglia         | V     | Andy Iro         |
| 22 | Guadeloupe     | V     | Miguel Comminges |
| 23 | Spanyolország  | CS    | Dani López       |
| 24 | Ghána          | CS    | Patrick Agyemang |
| 28 | Anglia         | KP    | Joseph N'Guessan |
| 29 | Anglia         | V     | Bondz N'Gala     |
| 32 | Észak-Írország | KP    | Robin Shroot     |
| 33 | Anglia         | V     | Ben Chorley      |
| 34 | Anglia         | CS    | Roarie Deacon    |

### Az "Év játékosa" díj nyertesei
A szurkolói klub és a szezonbérletesek szavazatai alapján.
| - 1993 Martin Gittings - 1994 Stuart Beevor - 1995 Mark Smith - 1996 Barry Hayles - 1997 Paul Barrowcliff - 1998 Lee Harvey | - 1999 Robin Trott - 2000 Chris Taylor - 2001 Mark Smith - 2002 Jason Goodliffe - 2003 Jason Goodliffe - 2004 Lionel Pérez | - 2005 Dannie Bulman - 2006 Alan Julian - 2007 Ronnie Henry - 2008 Steve Morison - 2009 Mark Roberts - 2010 Scott Laird | - 2011 Jon Ashton - 2012 Mark Roberts - 2013 James Dunne |

## Szakmai stáb

### Vezetőség
- Elnök: Phil Wallace[113]
- Igazgatók: Mike Shortland, Marcus Taverner, Paul Wallace[113]

### Edzői stáb
- Menedzser: Graham Westley[114]
- Menedzserasszisztens: Dino Maamria[114]
- Kapusedző: Jelenleg nincs
- Erőnléti edző: Neil Withington[114]

## Sikerek
- League Two (negyedosztály)
  - A rájátszás győztese: 2010/11
- Conference National (ötödosztály)
  - Bajnok: 1995/96, 2009/10
- FA Trophy
  - Győztes: 2007, 2009
  - Ezüstérmes: 2002, 2010-es FA Trophy-döntő
- Herts Senior Cup
  - Győztes: 2009
- Isthmian League
  - A Premier Division bajnoka: 1993/94
  - A Division One bajnoka: 1991/92
  - A Division Two North bajnoka: 1985/86, 1990/91
- United Counties League
  - A Division One bajnoka: 1980/81
  - A League Cup győztese: 1981

## Külső hivatkozások
- Hivatalos honlap
- A csapattal kapcsolatos hírek a BBC-n